# Biographisches Lexikon zur Geschichte Südosteuropas
Das Biographische Lexikon zur Geschichte Südosteuropas ist ein vierbändiges regionalbiografisches Nachschlagewerk, das von 1974 bis 1981 durch Mitarbeiter des Südost-Instituts in München herausgegeben wurde. Jahrzehntelang war es das einzige Werk dieser Art, das wissenschaftlich referenzierte biografische Beiträge zum Gesamtraum Südosteuropa anbot. Seit 2015 wird es als Online-Datenbank zur freien und uneingeschränkten Nutzung angeboten. Die biografischen Einträge sind auch über das Portal der Deutschen Biographie abrufbar.

## Geschichte
Die sehr ausgeprägte politische, kulturelle, ethnische und religiöse Diversität Südosteuropas erschwert eine ausgewogene wissenschaftliche Darstellung zur Geschichte der Gesamtregion. Die Vielzahl an wechselseitigen, nicht selten konfliktuellen Beziehungen und Beeinflussungen der maßgebenden historischen Akteure werden von den jeweiligen Nationalhistoriographien oftmals nur mit Bezug auf die eigene Nation beschrieben. Programmatisches Ziel des von der Deutschen Forschungsgemeinschaft geförderten Lexikons war es daher, einerseits unter Vermeidung nationaler Voreingenommenheiten referenzierte Lebensbeschreibungen historisch bedeutender Persönlichkeiten zusammenzustellen. Andererseits sollte im Nachschlagewerk die Einheit des Raums sichtbar gemacht werden. Als Herausgeber fungierten Mathias Bernath und Felix von Schroeder (Bände 1–3) sowie Karl Nehring als Mitherausgeber (Band 4); Beiträger waren deutsche ebenso wie südosteuropäische Forscher. Ausgewählt wurden 1.526 Persönlichkeiten, die vom Mittelalter bis 1945 für das historische Geschehen in der Region von Bedeutung gewesen sind. Das Personenregister im vierten Band erschließt weitere ca. 10.000 Personenangaben.

## Bandübersicht
Mathias Bernath / Felix von Schroeder (Hgg.): Biographisches Lexikon der Geschichte Südosteuropas. 4 Bände. Oldenbourg: München 1974–1981.
1. Band A–F. 1974
2. Band G–K. 1976
3. Band L–P. 1979
4. Band R–Z. 1981

## Online-Ausgabe
Seit 2015 wird das Biographische Lexikon vom Leibniz-Institut für Ost- und Südosteuropaforschung mit Förderung der Deutschen Forschungsgemeinschaft als Online-Datenbank angeboten. Neben der Deutschen Biographie ist das Lexikon auch in das europäische Biographie-Portal integriert worden. 